# Gorguts
Gorguts je kanadská death metalová hudební skupina založená v roce 1989 ve městě Sherbrooke v provincii Québec. Společně s kapelami Cryptopsy a Kataklysm patří mezi nejznámější kanadské death metalové kapely. Hraje technický death metal. Mezi zakladatele patří zpěvák a kytarista Luc Lemay a bubeník Stéphane Provencher.
V roce 1991 vyšlo první studiové album s názvem Considered Dead, na němž hostovali kytarista James Murphy a zpěvák Chris Barnes.

## Historie

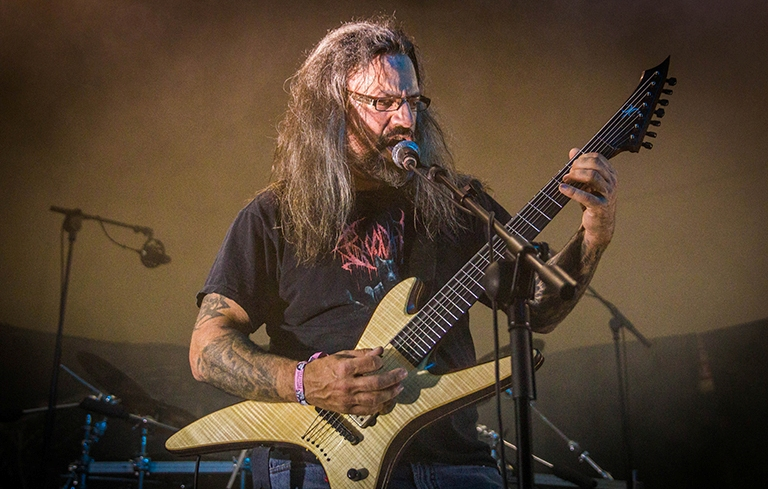
Luc Lemay v roce 2014

Na konci 80. let dvacátého století existovala v Kanadě rozvinutá metalová scéna, z níž lze jmenovat namátkou kapely Voivod, Annihilator či Slaughter. V roce 1989 ve městě Sherbrooke v provincii Québec vznikají Gorguts ve složení Luc Lemay (kytara, vokál), Sylvain Marcoux (kytara), Eric Giguere (baskytara), Stéphane Provencher (bicí) a ještě v témže roce spatří světlo světa jejich první dvoupísňové bezejmenné demo (Demo '89). V roce 1990 vychází oficiální čtyřskladbové demo (nepočítáme-li intro) s názvem ...and Then Comes Lividity, na němž se objevily i oba songy z předchozího počinu – Haematological Allergy a Calamitous Mortification. Zvuk se nese v duchu klasického rychlého severoamerického death metalu. 

Demo slaví úspěch a přicházejí nabídky od vydavatelských firem na první dlouhohrající desku. Gorguts se upisují nizozemské společnosti Roadrunner Records, která na počátku 90. let 20. století vydává mnoho deathmetalových nahrávek. Zde vychází debutové studiové album s názvem Considered Dead, na němž hostují kytarista James Murphy a zpěvák Chris Barnes. Obálku vytvořil známý metalový kreslíř Dan Seagrave. Následuje velké koncertní turné s americkou veličinou Cannibal Corpse.

Druhé studiové album The Erosion of Sanity vychází u Roadrunner Records v roce 1993, v době, kdy je popularita death metalu již na ústupu. Druhá deska se od první liší vyšší mírou melodiky a technických pasáží na úkor agresivity, zároveň lze tu a tam zaslechnout thrashové prvky. Album však nebylo natolik komerčně úspěšné, jak si u Roadrunner představovali a tak s Gorguts ukončili smlouvu. Kapela se na dlouho odmlčela a mnoho fanoušků a dalších zainteresovaných lidí se domnívalo, že se rozpadla. 
Frontman Luc Lemay se však nevzdal a Gorguts po pěti letech se třemi novými členy tvoří nový materiál. Těmi novými tvářemi jsou Steeve Hurdle (kytara/vokál), Steve Cloutier (baskytara) a Patrick Robert (bicí). Na podzim roku 1998 vychází pod hlavičkou amerických Olympic Records třetí dlouhohrající deska s názvem Obscura, která se od předchozí tvorby značně odlišuje. Nese se v avantgardním duchu s atypickým zvukem doplněným psychedelickými prvky. Licenci na toto album získalo dánské hudební vydavatelství Serious Entertainment.
Po vydání desky Steeve Hurdle a Patrick Robert kapelu opustili, jejich místo zaujali Daniel Mongrain (kytara) z kanadské skupiny Martyr hrající technický death metal a Steve MacDonald (bicí). V této sestavě vyšlo čtvrté studiové album From Wisdom to Hate (2001). MacDonald trpěl depresemi a v roce 2002 spáchal sebevraždu. Roku 2005 se Gorguts rozpadli.
Skupina se obnovila v roce 2008 v sestavě Luc Lemay, Colin Martson, Kevin Hufnagel, John Longstreth a roku 2012 podepsala smlouvu s francouzskou vydavatelskou firmou Season Of Mist. O rok později vydává pátou dlouhohrající desku Colored Sands, konceptuální album zaměřené na tibetskou kulturu a historii. Roku 2016 vychází u Season Of Mist ještě jednoskladbové EP s názvem Pleiades' Dust a stopáží 33 minut rozdělené do sedmi dějství.

## Diskografie

### Dema
- Demo '89 (1989)
- ...and Then Comes Lividity (1990)
- Demo 94 (1994)

### Studiová alba
- Considered Dead (1991)
- The Erosion of Sanity (1993)
- Obscura (1998)
- From Wisdom to Hate (2001)
- Colored Sands (2013)

### EP
- Pleiades' Dust (2016)

### Live alba
- Live in Rotterdam (2006)

### Kompilace
- ...and Then Comes Lividity / Demo Anthology (2003)
- Considered Dead / The Erosion of Sanity (2004)
- ...and Then Comes Lividity / Demo Anthology vol. 2 (2014)
- ...and Then Comes Lividity / Demo Anthology vol. 3 (2014)
- Obscura / From Wisdom to Hate (2016)